# När ingenting är som vanligt
När ingenting är som vanligt är ett musikalbum med 15 sånger som spelades in för Svenska Kyrkans digitala Kultursatsning 2020–2021 i samverkan med Gävle församling  den 23-24 juni 2020 i Mariakyrkan i Gävle. Albumet släpptes digitalt på alla streamingplattformar 20 juli 2021.

## Bakgrund
När covid-19-pandemin var ett faktum i mars 2020 tog flera projekt för att skapa nya sånger för gudstjänster och andakter en ny riktning.
Per Harling, Anders Nyberg (musiker), Leif Nahnfeldt och Helena Andersson Bromander hade träffats i februari 2020 på Stiftsgården i Rättvik för att lägga grunden för ett skapandeprojekt tillsammans med unga låtskrivare. Det fick skjutas på framtiden. Under de kommande månaderna arbetade de alla istället på varsitt håll med kreativa idéer kring sånger som speglade ett förändrat samhälle och en förändrad värld. Sven Hillert, präst i Gävle, hade också flera nya skrivprojekt igång men nu fick det istället bli tankar och texter kring pandemin i påskens perspektiv. Charlotte Frycklund, Svenska Kyrkans webpräst i Uppsala, fokuserade om sitt skrivande till flera nya texter som publicerades på social medier som även de speglade vårt nya nu. Per Harling fångade upp texterna och tonsatte från sin självvalda karantän i sommarstugan. Anders Nyberg satt isolerad i en stuga i Dalarna och skrev en hel rad nya sånger i dalatradition som vänner sjöng in och delade i digital form. Från olika nordiska samarbeten dök texter och sånger upp från bland andra psalmdiktaren Eyvind Skeie i Norge och Jens Nielsen i Danmark som också präglades av den gemensamma orostidens tankar. Leif Nahnfeldt arbetade under perioder hemifrån och översatte, spelade in, arrangerade och producerade egen och andras musik.
I slutet av maj 2020 kom en fråga från Kyrkokansliet i Uppsala inför en digital kultursatsning under sommaren 2020. Leif Nahnfeldt fick tillsammans med Dag Tuvelius uppdraget att göra fyra Psalmkonserter med nya sånger och psalmer som skulle präglas av nuet och samtiden. I kontakt med text- och musikskaparna ovan ställdes ett 15-tal helt nya sånger samman och arrangerades. Även sånger från Den svenska psalmboken 1986 och Psalmer i 2000-talet flätades in i nya arrangemang.

## Psalmkonserterna
Mariakyrkan, Gävle blev platsen för denna liveinspelning 23-24 juni 2020. Dessa sändes sedan på olika digitala kanaler under följande julimånad. Projektet uppmärksammades av Kyrkans tidning  och flera andra media och nådde ut brett via hemsidor och sociala medier.
Ett inspelningsteam från Center Stage och Baringo Reklam & kommunikation i Gävle anlitades för musikvideoproduktionen. Produktionsteamet bestod av Leif Nahnfeldt, Helena Andersson Bromander och Dag Tuvelius. En mix av musiker och sångare med hemvist i olika genrer samlades för detta projekt.
Annika Thörnquist, från Stockholm bl.a sångerska i Da Buzz, Sofia Svensson, kyrkomusiker och medverkande i Talang 2021 från Västerås , Helena Andersson Bromander, frilanssångerska och körledare från Uppsala. Från Gävle församling medverkade flera medarbetare, Sofia Jeppsson, musikpedagog, Sofie Halvarsson, låtskrivare och präst, Leif Nahnfeldt, präst och musikpedagog, Ellen Weiss, kyrkomusiker och sångerska och Karolina Risberg, kyrkomusiker.
Mattias Pérez, världsmusikgitarrist och folkmusikpedagog från Karlstad. Grammisvinnaren 2021 Lena Jonsson, Järvsö, fiol. Arvid Svenungsson, kyrkomusiker och frilanspianist från Järvsö, piano. Från Gävle medverkade saxofonisten och musikpedagogen Rickard Gustafsson sax, frilansmusikerna Rasmus Diamant, bas och Mathias Dahl, trummor.

## Musikalbum sommaren 2021
Liveinspelningarna från Mariakyrkan av tolv av dessa sånger och psalmer har sammanförts med tre studioproducerade versioner och bearbetats vidare till ett musikalbum under våren och sommaren 2021. Två av sångerna är inspelade med redan publicerade körarrangemang: "Hav och Strand" och Om allt varit just som vanligt". Fredrik Gunnarsson på HeedBergets Ljudlabb i Karlstad har tillsammans med Leif Nahnfeldt mejslat fram ett album som blir en spegelbild av tankar och reflektioner från olika vinklar av pandemiåren. Sven Hillerts tre texter bildar en triptyk kring erfarenheterna av att vara sjuk, vara anhörig och arbeta i vården av sjuka. Texter som Sindre Skeies " Om allt varit just som vanligt" och Helena Andersson Bromanders "Så jag får vänta" ger bilder kring av avstånd, väntan och längtan efter att kunna mötas tillsammans igen.  Charlotte Frycklunds två texter " En annan typ av jubel", tonsatt av Per Harling och "Hoppet" brottas med det motsägelsefulla att hitta fäste och våga hoppas och tro mitt i natt och mörker. Eyvind Skeies texter  " Jag kan inte be för mig själv" och "Det finns en tid" vrider och vänder på tankar om bön när man inte orkar be och allas uppvaknade medvetande när många plötsligt blir svår sjuka och dör att det likaväl kunde varit jag själv. Anders Nyberg  funderar i " Förlåt" och "Jag är den jag är" kring identitet och förlåtelse och försoning med sig själv, sitt liv och med andra människor. Från " Psalmer i 2000-talet" kommer sånger med teman som speglar hur vi förhåller oss till utsatthet, trötthet och oro när vi ställs inför helt nya livsvillkor. Psalmernas psalm " Blott en dag" får avsluta albumet med en vandrande basgång över dagarna som kommer och går där en bluegrassrfiol får stå för det huvudsakliga ackompanjemanget.

### Låtlistan
| NÄR INGENTING ÄR SOM VANLIGT |                                                              |                                                                                               | |
| Spår                         | Titel                                                        | Text - Musik - Arr                                                                            | Medverkande |
| 1.                           | Om allt varit just som vanligt                               | T: Sindre Skeie/Leif Nahnfeldt M/A: Jens Nielsen                                              | Sång: Sofia Svensson Kör: Helena Andersson Bromander/Leif Nahnfeldt Piano: Helena Andersson Bromander/Leif Nahnfeldt Kontrabas: Rasmus Diamant Trummor/slagverk: Mathias Dahl                                                 |
| 2.                           | En annan typ av jubel                                        | T: Charlotte Frycklund M: Per Harling                                                         | Sång: Helena Andersson Bromander Fiol: Lena Jonsson Gitarr: Mattias Pérez Kontrabas: Rasmus Diamant Trummor/slagverk: Mathias Dahl                                                                                            |
| 3.                           | Om jag inte finns med                                        | T/M: Sven Hillert A: Leif Nahnfeldt                                                           | Sång: Leif Nahnfeldt Piano/Keyboards: Leif Nahnfeldt Kontrabas: Per V. Johansson Prod: Leif Nahnfeldt |
| 4.                           | Så jag får vänta                                             | T & M: Helena Andersson Bromander                                                             | Sång: Helena Andersson Bromander Altsax: Rickard Gustafsson Piano: Arvid Svenungsson/ Helen Andersson Bromander Bas: Rasmus Diamant Trummor/slagverk: Mathias Dahl Gitarr: Mattias Pérez                                      |
| 5.                           | Du som sliter                                                | T: Sven Hillert M: Leif Nahnfeldt A: Mattias Pérez                                            | Sång: Sofia Svensson Fiol: Lena Jonsson Sopransax: Rickard Gustafsson Gitarr: Mattias Pérez Kontrabas: Rasmus Diamant Trummor/Slagverk: Mathias Dahl                                                                          |
| 6.                           | Om vår värld tar slut imorgon Psalm 873 Psalmer i 2000-talet | T: Fred Kaan/Ylva Eggehorn/Elisabeth Eggehorn M: Fredrik Sixten A: Helena Andersson Bromander | Sång: Helena Andersson Bromander Sopransax: Rickard Gustafsson Elgitarr: Mattias Pérez Piano: Arvid Svenungsson Bas: Rasmus Diamant Trummor: Mathias Dahl Slagverk: Kalle Källman                                             |
| 7.                           | Du, Gud kan visa nya vägar Psalm 802 Psalmer i 2000-talet    | T: John L. Bell/Gerd Román, Eva Åkerberg M: John L. Bell                                      | Sång: Sofie Halvarsson Piano: Arvid Svenungsson Gitarr: Mattias Pérez Bas: Rasmus Diamant Trummor: Mathias Dahl |
| 8.                           | Hav och strand Psalm 815 Psalmer i 2000-talet                | T: Kerstin Hesslefors Persson M: Göran Söderqvist A: Johan Magnus Sjöberg                     | Sång: Annika Thörnquist Kör: Leif Nahnfeldt, Helena Andersson Bromander Fiol: Lena Jonsson Altsax: Rickard Gustafsson Gitarr: Mattias Pérez Piano: Arvid Svenungsson Kontrabas: Rasmus Diamant Trummor/Slagverk: Mathias Dahl |
| 9.                           | Jag är den jag är                                            | T: Anders Nyberg (musiker) M: "Dixtäppmarschen" från Malung A: Anders Nyberg (musiker)        | Sång: Helena Andersson Bromander Fiol: Lena Jonsson Altsax: Rickard Gustafsson Gitarr: Mattias Pérez Kontrabas: Rasmus Diamant Trummor/slagverk: Mathias Dahl                                                                 |
| 10.                          | Det är jag                                                   | T: Sven Hillert M/A: Leif Nahnfeldt                                                           | Sång: Leif Nahnfeldt Gitarr/Piano/Keyboards: Leif Nahnfeldt Slagverk: Kalle Källman Prod: Leif Nahnfeldt |
| 11.                          | Jag kan inte be för mig själv                                | T: Eyvind Skeie/Leif Nahnfeldt M: Leif Nahnfeldt A: Mattias Pérez                             | Sång: Helena Andersson Bromander Gitarr: Mattias Pérez |
| 12.                          | Förlåt                                                       | T/M/A: Anders Nyberg                                                                          | Sång: Sofia Jeppsson Kör: Helena Andersson Bromander Fiol: Lena Jonsson Gitarr: Mattias Pérez Kontrabas: Rasmus Diamant |
| 13.                          | Hoppet                                                       | T: Charlotte Frycklund M/A: Leif Nahnfeldt                                                    | Sång: Leif Nahnfeldt Fiol/Gitarr/Piano/Keyboards: Leif Nahnfeldt Prod: Leif Nahnfeldt/Fredrik Gunnarsson |
| 14.                          | Det finns en tid                                             | T: Eyvind Skeie/Leif Nahnfeldt M: Leif Nahnfeldt                                              | Sång: Helena Andersson Bromander Fiol: Lena Jonsson Gitarr: Mattias Pérez Kontrabas: Rasmus Diamant |
| 15.                          | Blott en dag Psalm 249 Den svenska psalmboken 1986           | T: Lina Sandell - Berg. M: Oscar Ahnfelt A: Leif Nahnfeldt                                    | Sång: Annika Thörnquist Fiol: Lena Jonsson Altsax: Rickard Gustafsson Gitarr: Mattias Pérez Piano: Arvid Svenungsson Kontrabas: Rasmus Diamant Trummor/Slagverk: Mathias Dahl                                                 |

### Produktion
| Uppgift              | Namn                                                   | Spår                    | Plats                          |
| Inspelningstekniker  | Robert Berglund                                        | (samtliga utom 3,10,14) | Gävle 23-24/6 -20              |
| Inspelningstekniker  | Leif Nahnfeldt                                         | spår 3,10,14            | Uppsala april-maj 2020         |
| Inspelningstekniker  | Leif Nahnfeldt                                         | körpålägg spår 1,8      | Lejsta 26/10 2020              |
| Mixning              | Fredrik Gunnarsson Leif Nahnfeldt                      |                         | HeedBergets LjudLabb, Karlstad |
| Redigering           | Fredrik Gunnarsson                                     |                         | HeedBergets LjudLabb, Karlstad |
| Redigering pianoljud | Frank Jansson                                          | spår 1 och 4            | Gävle                          |
| Mastring             | Fredrik Gunnarsson                                     |                         | HeedBergets LjudLabb, Karlstad |
| Albumcover           | Leif Nahnfeldt, foto Christine Clifstock, grafisk form |                         |                                |
| Producenter          | Leif Nahnfeldt Helena Andersson Bromander              |                         |                                |
| Projektansvarig      | Dag Tuvelius                                           |                         | Kyrkokansliet, Uppsala         |
| Utgivare             | Trossamfundet Svenska Kyrkan                           |                         |                                |

#### Teknisk info om produktionen
Flertalet av spåren i produktionen är i sina beståndsdelar exakt det som videproduktionen dokumenterade med en tagning med alla närvarande i samma rum.  Allt är sedan varsamt redigerat och editerat för bevara respektive medverkandes insats och känsla på bästa sätt. Enskilda spår förbättrats gällande ackompanjemang och kör där det sågs nödvändigt. Tre spår är tillaga studioversioner av samma låtmaterial. 
Allt är inspelat i 24bit/96k upplösning förutom studio versionerna som från början är 24bit/44.1k men som transfererades till 24bit/96k för att på lika sätt som de andra spåren dra nytta av den högre upplösning för reverb och effekter som använts i mixen. Allt är mixat i 32bit floating point upplösning. DAW som använts är Harrison Mixbuss 32C och  master i mjukvaran Ardour. Allt har monitorerats i en Nufield studiomonitor som huvudlyssning via en Mytek ADDA8x192. Efter mastring sampleratekonverterades projektet till 24bit/48k vilket är formatet som är levererat till streaming plattformarna.